# КК Црвена звезда сезона 2015/16.
Сезона 2015/16 КК Црвена звезда обухвата све резултате и остале информације везане за наступ Црвене звезде у сезони 2015/16. и то у следећим такмичењима: Евролига, Јадранска лига, Суперлига Србије и Куп Радивоја Кораћа. У овој сезони Црвена звезда је сакупила 49 победа и 23 пораза.

## Прелазни рок
Већ неколико дана по завршетку претходне сезоне почеле су да стижу и прве вести о комплетирању тима за предстојећу. Дана 25. јуна објављено је да је Бранко Лазић потписао нови двогодишњи уговор са Црвеном звездом.. Пет дана касније озваничен је и наставак сарадње са тренером Дејаном Радоњићем и то такође на период од две године Немачки центар Мајк Цирбес тих дана донео је одлуку да се још годину дана задржи у црвено-белом дресу, иако је било наговештаја озбиљних понуда других клубова
Први играч који је у овом прелазном року званично напустио клуб био је Чарлс Џенкинс, а њега је 8. јула ангажовала Олимпија из Милана. Још током претходне сезоне било је јасно да су шансе да Звезда задржи Бобана Марјановића минималне, а 9. јула обзнањено је да он каријеру наставља у дресу Сан Антонио спарса. Дана 31. јула клуб је потврдио вишенедељне спекулације о преласку Николе Калинића у Фенербахче. Будући да је Калинић био под важећим уговором, Звезда је од Фенера добила обештећење у износу од чак милион евра, чиме је ово постао највреднији трансфер у историји клуба са Малог Калемегдана. Убрзо након тога у клуб је стигло и најзвучније појачање овог прелазног - искусни грчки центар Софоклис Схорцијанитис. Центарска линија је затворена потписивањем трогодишњег уговора са младим српским кошаркашем Стефаном Настићем који је претходних пет година похађао амерички колеџ Станфорд. Непосредно по почетку припрема клуб је ангажовао и два појачања на спољним позицијама. Прво је 24. августа из Бамберга, прошлосезонског првака Немачке, стигао Рајан Томпсон, а три дана касније из Нижњег Новгорода доведен је Гал Мекел, израелски плејмејкер са НБА искуством.
 Дан пред званичан почетак сезоне, 30. септембра, у циљу превазилажења проблема са бројним повредама играча договорена је двомесечна сарадња са Марком Симоновићем, некадашњим капитеном црвено-белих. Истог дана се на још четири године верности Звезди обавезао и Марко Гудурић, двадесетогодишњак који је претходне две сезоне провео на позајмици у ФМП-у.
Иако је сезона већ почела Црвена звезда је увелико тражила појачање због повреде Тејића и Дангубића, али је повреда Луке Митровића убрзала потрагу за крилним центром, те је имала императив довођења играча који би попунили ову позицију. Само два дана након те повреде довела је Квинсија Милера који није добио гарантовани уговор са Бруклином. Након тога услед незадовољавајућих игара центра Софоклиса мења са Владимиром Штимцем. Незадовољство новим играчима се наставило и даље. Прво је из тима удаљен Гал Мекел, који није играо у складу са очекивањима. Из Америке се враћа Маркус Вилијамс коме је истекла шестомесечна суспензија. Међутим после само неколико утакмица и са њим се раскида уговор, због неразјашњених околности. Гал Мекел проналази ангажман у Макабију. Према Томпсону управа је имала највише разумевања међутим ни он никако и поред велике жеље и борбености није успевао да дође до значајнијег учинка. Крајем децембра он одлази у Трабзон, а управо из Трабзона у Звезду стиже Таренс Кинси. На позицији плејмејкера из Бајерна долази Василије Мицић. Тако да је Црвена звезда тим комплетирала готово на средини сезоне.

## Тим
| Број   | Број   | Позиција      | Име                    | Националност              | Напомене                                                                   |
| ------ | ------ | ------------- | ---------------------- | ------------------------- | -------------------------------------------------------------------------- |
| 1      | 1      | крило         | Таренс Кинси           | Сједињене Америчке Државе | 28. децембра 2015. дошао из Трабзонспора.                                  |
| 3      | 3      | плејмејкер    | Маркус Вилијамс        | Сједињене Америчке Државе | Одиграо 6 утакмица (током децембра 2015).                                  |
| 4      | 4      | плејмејкер    | Никола Ребић           | Србија                    |                                                                            |
| 5      | 5      | крило         | Рајан Томпсон          | Сједињене Америчке Државе | 28. децембра 2015. прешао у Трабзонспор.                                   |
| 6      | 6      | бек           | Немања Дангубић        | Србија                    |                                                                            |
| 7      | 7      | плејмејкер    | Гал Мекел              | Израел                    | Одиграо првих 13 утакмица. Крајем децембра 2015. прешао у Макаби Тел Авив. |
| 9      | 9      | крилни центар | Лука Митровић          | Србија                    | Капитен. Већи део сезоне пропустио због повреде.                           |
| 10     | 10     | бек           | Бранко Лазић           | Србија                    | Капитен у одсуству Луке Митровића.                                         |
| 12     | 12     | крило         | Бориша Симанић         | Србија                    |                                                                            |
| 13     | 13     | плејмејкер    | Василије Мицић         | Србија                    | Стигао крајем децембра 2015. из минхенског Бајерна.                        |
| 15     | 15     | крилни центар | Марко Тејић            | Србија                    | Позајмљен ФМП-у пред почетак Суперлиге Србије.                             |
| 19     | 19     | крило         | Марко Симоновић        | Србија                    |                                                                            |
| 21     | 21     | центар        | Софоклис Схорцијанитис | Грчка                     | Одиграо првих 8 утакмица. Раскинуо уговор 28. октобра 2015.                |
| 22     | 22     | центар        | Стефан Настић          | Србија                    | Раскинуо уговор 23. маја 2016.                                             |
| 23     | 23     | бек           | Марко Гудурић          | Србија                    |                                                                            |
| 24     | 24     | плејмејкер    | Стефан Јовић           | Србија                    |                                                                            |
| 30     | 30     | крилни центар | Квинси Милер           | Сједињене Америчке Државе | Стигао 20. октобра 2015.                                                   |
| 33     | 33     | центар        | Мајк Цирбес            | Њемачка                   |                                                                            |
| 51     | 51     | центар        | Владимир Штимац        | Србија                    | 27. октобра 2015. дошао из Естудијантеса.                                  |
| Тренер | Тренер | Тренер        | Дејан Радоњић          | Црна Гора                 |                                                                            |

### План позиција
| Поз. | Прва петорка  | Прве замене     | Друге замене   | Резерве |
| ---- | ------------- | --------------- | -------------- | ------- |
| Ц    | Мајк Цирбес   | Владимир Штимац |                |         |
| КЦ   | Лука Митровић | Квинси Милер    | Бориша Симанић |         |
| К    | Таренс Кинси  | Марко Симоновић |                |         |
| Б    | Бранко Лазић  | Немања Дангубић | Марко Гудурић  |         |
| П    | Стефан Јовић  | Василије Мицић  | Никола Ребић   |         |

## Промене у саставу
| - Софоклис Схорцијанитис (из Макаби Тел Авив) - Стефан Настић (из Станфорд кардинал) - Рајан Томпсон (из Брозе Баскетс Бамберг) - Гал Мекел (из Нижњи Новгород) - Марко Симоновић (из ЕБ По Лак Ортез) - Марко Гудурић (из ФМП) - Бориша Симанић (из ФМП) - Квинси Милер (из Детроит пистонси) - Владимир Штимац (из Естудијантес) - Василије Мицић (из Бајерн Минхен) - Таренс Кинси (из Трабзонспор) | - Бобан Марјановић (у Сан Антонио спарси) - Чарлс Џенкинс (у Олимпија Милано) - Александар Аранитовић (у Мега Лекс) - Алекса Раданов (у ФМП) - Никола Калинић (у Фенербахче) - Никола Чворовић (у Вршац) - Ђорђе Каплановић (у Гдиња) - Јака Блажич (у Саски Басконија) - Софоклис Схорцијанитис (у ПАОК) - Маркус Вилијамс (слободан играч) - Рајан Томпсон (у Трабзонспор) - Гал Мекел (у Макаби Тел Авив) - Марко Тејић (у ФМП) - Стефан Настић (слободан играч) |

## Евролига
После победе над екипом Стразбура, Звезда је доживела три узастопна пораза. Након тога успевају да у Минхену победе екипу Бајерна а у такмицу је обележило поново обарање рекорда по броју асистенција од стране играча Црвене звезде. Стефан Јовић са 19 асистенција је оборио рекорд који је годину дана раније поставио такође играч Црвене звезде Маркус Вилијамс.

### Прва фаза „Топ 24“ - Група А
|    | Екипа                 | Игр. | Поб. | Изг. | П+  | П-  | П+/- | Тај-брек |
| -- | --------------------- | ---- | ---- | ---- | --- | --- | ---- | -------- |
| 1. | Фенербахче            | 10   | 8    | 2    | 770 | 707 | +63  |          |
| 2. | Химки                 | 10   | 5    | 5    | 798 | 740 | +58  | 3-1      |
| 3. | Црвена звезда Телеком | 10   | 5    | 5    | 766 | 813 | -47  | 2-2      |
| 4. | Реал Мадрид           | 10   | 5    | 5    | 854 | 808 | +46  | 1-3      |
| 5. | Бајерн Минхен         | 10   | 4    | 6    | 763 | 780 | -17  |          |
| 6. | Стразбур ИГ           | 10   | 3    | 7    | 711 | 814 | -103 |          |

| 15. 10. 2015. 19:00 Извештај |                                                                | Црвена звезда Телеком | 81 : 59                   | Стразбур ИГ | Београдска арена, Београд Гледаоци: 14.338 Судије: Даниел Хиерезуело (ШПА), Јакуб Замојски (ПОЉ), Аре Халико (ЕСТ) |  |
| 15. 10. 2015. 19:00 Извештај | Четвртине: 19-20, 24-12, 19-16, 19-11                          |                       |                           |             | Београдска арена, Београд Гледаоци: 14.338 Судије: Даниел Хиерезуело (ШПА), Јакуб Замојски (ПОЉ), Аре Халико (ЕСТ) |  |
| 15. 10. 2015. 19:00 Извештај | Поени: Цирбес 18 Скокови: Цирбес 7 Асистенције: Јовић, Мекел 5 |                       | Бобуа 17 Лелуп 6 Лакомб 4 |             | Београдска арена, Београд Гледаоци: 14.338 Судије: Даниел Хиерезуело (ШПА), Јакуб Замојски (ПОЉ), Аре Халико (ЕСТ) |  |

| 22. 10. 2015. 22:00 Извештај |                                                           | Реал Мадрид | 98 : 71                    | Црвена звезда Телеком | Палата спортова Покрајине Мадрид, Мадрид Гледаоци: 7.869 Судије: Фернандо Роча (ПОР), Спирос Гонтас (ГРЧ), Давид Романо (ИЗР) |  |
| 22. 10. 2015. 22:00 Извештај | Четвртине: 22-6, 34-14, 26-21, 16-30                      |             |                            |                       | Палата спортова Покрајине Мадрид, Мадрид Гледаоци: 7.869 Судије: Фернандо Роча (ПОР), Спирос Гонтас (ГРЧ), Давид Романо (ИЗР) |  |
| 22. 10. 2015. 22:00 Извештај | Поени: Керол 19 Скокови: Рејес 8 Асистенције: Родригез 11 |             | Цирбес 15 Цирбес 6 Јовић 9 |                       | Палата спортова Покрајине Мадрид, Мадрид Гледаоци: 7.869 Судије: Фернандо Роча (ПОР), Спирос Гонтас (ГРЧ), Давид Романо (ИЗР) |  |

| 30. 10. 2015. 17:30 Извештај |                                                           | Химки | 91 : 53                     | Црвена звезда Телеком | Спортска дворана Новатор, Химки Гледаоци: 2.000 Судије: Роберт Лотермозер (НЕМ), Елиас Коромилас (ГРЧ), Томислав Хордов (ХРВ) |  |
| 30. 10. 2015. 17:30 Извештај | Четвртине: 22-17, 29-13, 20-9, 20-14                      |       |                             |                       | Спортска дворана Новатор, Химки Гледаоци: 2.000 Судије: Роберт Лотермозер (НЕМ), Елиас Коромилас (ГРЧ), Томислав Хордов (ХРВ) |  |
| 30. 10. 2015. 17:30 Извештај | Поени: Огастин 14 Скокови: 3 играча 5 Асистенције: Швед 7 |       | Цирбес 15 Цирбес 14 Мекел 4 |                       | Спортска дворана Новатор, Химки Гледаоци: 2.000 Судије: Роберт Лотермозер (НЕМ), Елиас Коромилас (ГРЧ), Томислав Хордов (ХРВ) |  |

| 6. 11. 2015. 20:00 Извештај |                                                                | Црвена звезда Телеком | 60 : 74                   | Фенербахче | Београдска арена, Београд Гледаоци: 16.203 Судије: Емилио Перез Пизаро (ШПА), Жозеф Бисанг (ФРА), Петрос Папапетру (ГРЧ) |  |
| 6. 11. 2015. 20:00 Извештај | Четвртине: 19-25, 12-20, 11-14, 18-15                          |                       |                           |            | Београдска арена, Београд Гледаоци: 16.203 Судије: Емилио Перез Пизаро (ШПА), Жозеф Бисанг (ФРА), Петрос Папапетру (ГРЧ) |  |
| 6. 11. 2015. 20:00 Извештај | Поени: Штимац 13 Скокови: Штимац 7 Асистенције: Јовић, Лазић 4 |                       | Антић 14 Антић 7 Слукас 3 |            | Београдска арена, Београд Гледаоци: 16.203 Судије: Емилио Перез Пизаро (ШПА), Жозеф Бисанг (ФРА), Петрос Папапетру (ГРЧ) |  |

| 12. 11. 2015. 20:45 Извештај |                                                                               | Бајерн Минхен | 79 : 90                   | Црвена звезда Телеком | Ауди дом, Бајерн Гледаоци: 6.171 Судије: Луиђи Ламоника (ИТА), Антонио Конде (ШПА), Јургис Лоринавичијус (ЛИТ) |  |
| 12. 11. 2015. 20:45 Извештај | Четвртине: 19-19, 24-19, 23-25, 13-27                                         |               |                           |                       | Ауди дом, Бајерн Гледаоци: 6.171 Судије: Луиђи Ламоника (ИТА), Антонио Конде (ШПА), Јургис Лоринавичијус (ЛИТ) |  |
| 12. 11. 2015. 20:45 Извештај | Поени: Савановић 19 Скокови: Савановић, Тејлор 5 Асистенције: Гавел, Ренфро 4 |               | Милер 22 Милер 6 Јовић 19 |                       | Ауди дом, Бајерн Гледаоци: 6.171 Судије: Луиђи Ламоника (ИТА), Антонио Конде (ШПА), Јургис Лоринавичијус (ЛИТ) |  |

| 19. 11. 2015. 20:45 Извештај |                                                              | Стразбур ИГ | 78 : 75                    | Црвена звезда Телеком | Ренус спорт, Стразбур Гледаоци: 5.318 Судије: Даниел Хиерезуело (ШПА), Јакуб Замојски (ПОЉ), Милош Кољеншић (ЦРГ) |  |
| 19. 11. 2015. 20:45 Извештај | Четвртине: 19-30, 15-22, 22-12, 22-11                        |             |                            |                       | Ренус спорт, Стразбур Гледаоци: 5.318 Судије: Даниел Хиерезуело (ШПА), Јакуб Замојски (ПОЉ), Милош Кољеншић (ЦРГ) |  |
| 19. 11. 2015. 20:45 Извештај | Поени: Лелуп 24 Скокови: Голубовић 9 Асистенције: 3 играча 3 |             | Милер 23 Милер 12 Јовић 10 |                       | Ренус спорт, Стразбур Гледаоци: 5.318 Судије: Даниел Хиерезуело (ШПА), Јакуб Замојски (ПОЉ), Милош Кољеншић (ЦРГ) |  |

| 27. 11. 2015. 20:00 Извештај |                                                           | Црвена звезда Телеком | 94 : 88                             | Реал Мадрид | Хала Пионир, Београд Гледаоци: 6.744 Судије: Роберт Лотермозер (НЕМ), Кармело Патернико (ИТА), Сефи Шемеш (ИЗР) |  |
| 27. 11. 2015. 20:00 Извештај | Четвртине: 28-18, 18-25, 20-24, 28-21                     |                       |                                     |             | Хала Пионир, Београд Гледаоци: 6.744 Судије: Роберт Лотермозер (НЕМ), Кармело Патернико (ИТА), Сефи Шемеш (ИЗР) |  |
| 27. 11. 2015. 20:00 Извештај | Поени: Цирбес 26 Скокови: Милер 7 Асистенције: 3 играча 4 |                       | Ајон, Родригез 16 Ајон 7 Родригез 9 |             | Хала Пионир, Београд Гледаоци: 6.744 Судије: Роберт Лотермозер (НЕМ), Кармело Патернико (ИТА), Сефи Шемеш (ИЗР) |  |

| 4. 12. 2015. 20:00 Извештај |                                                                | Црвена звезда Телеком | 96 : 91                 | Химки | Хала Пионир, Београд Гледаоци: 6.934 Судије: Фернандо Роча (ПОР), Борис Шулга (УКР), Клеменс Фриц (НЕМ) |  |
| 4. 12. 2015. 20:00 Извештај | Четвртине: 27-26, 23-27, 18-16, 28-22                          |                       |                         |       | Хала Пионир, Београд Гледаоци: 6.934 Судије: Фернандо Роча (ПОР), Борис Шулга (УКР), Клеменс Фриц (НЕМ) |  |
| 4. 12. 2015. 20:00 Извештај | Поени: Цирбес 27 Скокови: Милер, Цирбес 7 Асистенције: Јовић 6 |                       | Швед 28 Драгић 8 Швед 6 |       | Хала Пионир, Београд Гледаоци: 6.934 Судије: Фернандо Роча (ПОР), Борис Шулга (УКР), Клеменс Фриц (НЕМ) |  |

| 11. 12. 2015. 20:45 Извештај |                                                        | Фенербахче | 79 : 61                           | Црвена звезда Телеком | Спортска арена Улкер, Истанбул Гледаоци: 8.634 Судије: Луиђи Ламоника (ИТА), Бењамин Хименез (ШПА), Јургис Лоринавичијус (ЛИТ) |  |
| 11. 12. 2015. 20:45 Извештај | Четвртине: 18-20, 21-17, 19-14, 21-10                  |            |                                   |                       | Спортска арена Улкер, Истанбул Гледаоци: 8.634 Судије: Луиђи Ламоника (ИТА), Бењамин Хименез (ШПА), Јургис Лоринавичијус (ЛИТ) |  |
| 11. 12. 2015. 20:45 Извештај | Поени: Јудо 13 Скокови: Датоме 8 Асистенције: Слукас 7 |            | Симоновић 15 Милер 11 Вилијамс 10 |                       | Спортска арена Улкер, Истанбул Гледаоци: 8.634 Судије: Луиђи Ламоника (ИТА), Бењамин Хименез (ШПА), Јургис Лоринавичијус (ЛИТ) |  |

| 18. 12. 2015. 19:00 Извештај |                                                         | Црвена звезда Телеком | 85 : 76                          | Бајерн Минхен | Хала Пионир, Београд Гледаоци: 6.458 Судије: Еди Виатор (ФРА), Спирос Гонтас (ГРЧ), Висенте Булто (ШПА) |  |
| 18. 12. 2015. 19:00 Извештај | Четвртине: 31-20, 13-20, 12-25, 29-11                   |                       |                                  |               | Хала Пионир, Београд Гледаоци: 6.458 Судије: Еди Виатор (ФРА), Спирос Гонтас (ГРЧ), Висенте Булто (ШПА) |  |
| 18. 12. 2015. 19:00 Извештај | Поени: Милер 21 Скокови: Милер 10 Асистенције: Јовић 13 |                       | Савановић 19 Савановић 6 Гавел 6 |               | Хала Пионир, Београд Гледаоци: 6.458 Судије: Еди Виатор (ФРА), Спирос Гонтас (ГРЧ), Висенте Булто (ШПА) |  |

### Друга фаза „Топ 16“ - Група Е
|    | Екипа                 | Игр. | Поб. | Изг. | П+   | П-   | П+/- | Тај-брек |
| -- | --------------------- | ---- | ---- | ---- | ---- | ---- | ---- | -------- |
| 1. | Фенербахче            | 14   | 11   | 3    | 1095 | 1032 | +63  |          |
| 2. | Локомотива Кубањ      | 14   | 9    | 5    | 1099 | 978  | +121 | 1-1 (+4) |
| 3. | Панатинаикос          | 14   | 9    | 5    | 1067 | 1027 | +40  | 1-1 (-4) |
| 4. | Црвена звезда Телеком | 14   | 7    | 7    | 1038 | 1060 | -22  | 1-1 (+8) |
| 5. | Анадолу Ефес          | 14   | 7    | 7    | 1121 | 1106 | +15  | 1-1 (-8) |
| 6. | Дарушафака Догуш      | 14   | 5    | 9    | 1060 | 1083 | -23  |          |
| 7. | Уникаха               | 14   | 4    | 10   | 971  | 1076 | -105 | 2-0      |
| 8. | Цедевита              | 14   | 4    | 10   | 1038 | 1127 | -89  | 0-2      |

| 30. 12. 2015. 18:00 Извештај |                                                            | Анадолу Ефес | 85 : 84                      | Црвена звезда Телеком | Абди Ипекчи арена, Истанбул Гледаоци: 2.626 Судије: Мигел Перез Перез (ШПА), Жозеф Бисанг (ФРА), Марчин Ковалски (ПОЉ) |  |
| 30. 12. 2015. 18:00 Извештај | Четвртине: 25-23, 19-31, 17-18, 24-12                      |              |                              |                       | Абди Ипекчи арена, Истанбул Гледаоци: 2.626 Судије: Мигел Перез Перез (ШПА), Жозеф Бисанг (ФРА), Марчин Ковалски (ПОЉ) |  |
| 30. 12. 2015. 18:00 Извештај | Поени: Данстон 21 Скокови: 3 играча 4 Асистенције: Ертел 8 |              | Цирбес 22 Цирбес 12 Јовић 11 |                       | Абди Ипекчи арена, Истанбул Гледаоци: 2.626 Судије: Мигел Перез Перез (ШПА), Жозеф Бисанг (ФРА), Марчин Ковалски (ПОЉ) |  |

| 8. 1. 2016. 20:00 Извештај |                                                        | Црвена звезда Телеком | 65 : 88                       | Фенербахче | Хала Пионир, Београд Гледаоци: 6.421 Судије: Даниел Хиерезуело (ШПА), Петри Мантила (ФИН), Јоанис Фуфис (ГРЧ) |  |
| 8. 1. 2016. 20:00 Извештај | Четвртине: 20-23, 8-18, 18-22, 19-25                   |                       |                               |            | Хала Пионир, Београд Гледаоци: 6.421 Судије: Даниел Хиерезуело (ШПА), Петри Мантила (ФИН), Јоанис Фуфис (ГРЧ) |  |
| 8. 1. 2016. 20:00 Извештај | Поени: Милер 21 Скокови: Цирбес 6 Асистенције: Кинси 5 |                       | Датоме 21 Весели 15 Диксон 11 |            | Хала Пионир, Београд Гледаоци: 6.421 Судије: Даниел Хиерезуело (ШПА), Петри Мантила (ФИН), Јоанис Фуфис (ГРЧ) |  |

| 14. 1. 2016. 20:15 Извештај |                                                                     | Панатинаикос | 63 : 74                   | Црвена звезда Телеком | Олимпијска дворана, Атина Гледаоци: 11.000 Судије: Борис Рижик (УКР), Антонио Конде (ШПА), Амит Балак (ИЗР) |  |
| 14. 1. 2016. 20:15 Извештај | Четвртине: 14-16, 20-22, 14-16, 15-20                               |              |                           |                       | Олимпијска дворана, Атина Гледаоци: 11.000 Судије: Борис Рижик (УКР), Антонио Конде (ШПА), Амит Балак (ИЗР) |  |
| 14. 1. 2016. 20:15 Извештај | Поени: Гист 15 Скокови: Кузмић, Фоцис 6 Асистенције: Дијамантидис 4 |              | Цирбес 12 Јовић 8 Јовић 8 |                       | Олимпијска дворана, Атина Гледаоци: 11.000 Судије: Борис Рижик (УКР), Антонио Конде (ШПА), Амит Балак (ИЗР) |  |

| 22. 1. 2016. 20:00 Извештај |                                                               | Црвена звезда Телеком | 87 : 73                             | Уникаха | Хала Пионир, Београд Гледаоци: 6.421 Судије: Луиђи Ламоника (ИТА), Матеј Болтаузер (СЛО), Пјотр Пастусиак (ПОЉ) |  |
| 22. 1. 2016. 20:00 Извештај | Четвртине: 21-14, 20-17, 19-22, 27-20                         |                       |                                     |         | Хала Пионир, Београд Гледаоци: 6.421 Судије: Луиђи Ламоника (ИТА), Матеј Болтаузер (СЛО), Пјотр Пастусиак (ПОЉ) |  |
| 22. 1. 2016. 20:00 Извештај | Поени: Јовић 15 Скокови: Цирбес 6 Асистенције: Јовић, Мицић 5 |                       | Смит 11 Хендрикс 6 Смит, Хендрикс 3 |         | Хала Пионир, Београд Гледаоци: 6.421 Судије: Луиђи Ламоника (ИТА), Матеј Болтаузер (СЛО), Пјотр Пастусиак (ПОЉ) |  |

| 29. 1. 2016. 20:00 Извештај |                                                        | Црвена звезда Телеком | 80 : 66                         | Локомотива Кубањ | Хала Пионир, Београд Гледаоци: 6.479 Судије: Мигел Перез Перез (ШПА), Толга Сахин (ИТА), Аре Халико (ЕСТ) |  |
| 29. 1. 2016. 20:00 Извештај | Четвртине: 33-21, 17-16, 17-17, 13-12                  |                       |                                 |                  | Хала Пионир, Београд Гледаоци: 6.479 Судије: Мигел Перез Перез (ШПА), Толга Сахин (ИТА), Аре Халико (ЕСТ) |  |
| 29. 1. 2016. 20:00 Извештај | Поени: Милер 24 Скокови: Цирбес 9 Асистенције: Јовић 6 |                       | Рандолф 22 Клавер 10 Синглтон 4 |                  | Хала Пионир, Београд Гледаоци: 6.479 Судије: Мигел Перез Перез (ШПА), Толга Сахин (ИТА), Аре Халико (ЕСТ) |  |

| 4. 2. 2016. 19:30 Извештај |                                                                 | Дарушафака Догуш | 69 : 66                    | Црвена звезда Телеком | Фолксваген арена, Истанбул Гледаоци: 4.678 Судије: Дамир Јавор (СЛО), Борис Шулга (УКР), Јоанис Фуфис (ГРЧ) |  |
| 4. 2. 2016. 19:30 Извештај | Четвртине: 21-19, 20-18, 14-17, 14-12                           |                  |                            |                       | Фолксваген арена, Истанбул Гледаоци: 4.678 Судије: Дамир Јавор (СЛО), Борис Шулга (УКР), Јоанис Фуфис (ГРЧ) |  |
| 4. 2. 2016. 19:30 Извештај | Поени: Ерден 14 Скокови: Гордон 7 Асистенције: Гордон, Рединг 3 |                  | Кинси 16 Штимац 10 Јовић 6 |                       | Фолксваген арена, Истанбул Гледаоци: 4.678 Судије: Дамир Јавор (СЛО), Борис Шулга (УКР), Јоанис Фуфис (ГРЧ) |  |

| 11. 2. 2016. 20:00 Извештај |                                                         | Црвена звезда Телеком | 94 : 74                        | Цедевита | Хала Пионир, Београд Гледаоци: 6.491 Судије: Христос Христодулу (ГРЧ), Еди Виатор (ФРА), Карлос Перуха (ШПА) |  |
| 11. 2. 2016. 20:00 Извештај | Четвртине: 26-12, 17-20, 19-24, 32-18                   |                       |                                |          | Хала Пионир, Београд Гледаоци: 6.491 Судије: Христос Христодулу (ГРЧ), Еди Виатор (ФРА), Карлос Перуха (ШПА) |  |
| 11. 2. 2016. 20:00 Извештај | Поени: Милер 22 Скокови: Штимац 13 Асистенције: Мицић 9 |                       | Пулен 20 Вајт, Вокер 7 Билан 5 |          | Хала Пионир, Београд Гледаоци: 6.491 Судије: Христос Христодулу (ГРЧ), Еди Виатор (ФРА), Карлос Перуха (ШПА) |  |

| 26. 2. 2016. 20:00 Извештај |                                                          | Црвена звезда Телеком | 91 : 82                   | Анадолу Ефес | Центар Миленијум, Вршац Гледаоци: 4.961 Судије: Емилио Перез Пизаро (ШПА), Елиас Коромилас (ГРЧ), Томас Јасевичијус (ЛИТ) |  |
| 26. 2. 2016. 20:00 Извештај | Четвртине: 24-19, 14-27, 25-19, 28-17                    |                       |                           |              | Центар Миленијум, Вршац Гледаоци: 4.961 Судије: Емилио Перез Пизаро (ШПА), Елиас Коромилас (ГРЧ), Томас Јасевичијус (ЛИТ) |  |
| 26. 2. 2016. 20:00 Извештај | Поени: Милер 15 Скокови: Цирбес 9 Асистенције: Гудурић 5 |                       | Шарић 19 Шарић 8 Ертел 11 |              | Центар Миленијум, Вршац Гледаоци: 4.961 Судије: Емилио Перез Пизаро (ШПА), Елиас Коромилас (ГРЧ), Томас Јасевичијус (ЛИТ) |  |

| 4. 3. 2016. 19:30 Извештај |                                                              | Фенербахче | 72 : 65                    | Црвена звезда Телеком | Спортска арена Улкер, Истанбул Гледаоци: 10.694 Судије: Мигел Перез Перез (ШПА), Спирос Гонтас (ГРЧ), Марчин Ковалски (ПОЉ) |  |
| 4. 3. 2016. 19:30 Извештај | Четвртине: 14-18, 11-16, 24-6, 23-25                         |            |                            |                       | Спортска арена Улкер, Истанбул Гледаоци: 10.694 Судије: Мигел Перез Перез (ШПА), Спирос Гонтас (ГРЧ), Марчин Ковалски (ПОЉ) |  |
| 4. 3. 2016. 19:30 Извештај | Поени: Датоме 27 Скокови: Богдановић 7 Асистенције: Диксон 6 |            | Цирбес 11 Цирбес 7 Мицић 4 |                       | Спортска арена Улкер, Истанбул Гледаоци: 10.694 Судије: Мигел Перез Перез (ШПА), Спирос Гонтас (ГРЧ), Марчин Ковалски (ПОЉ) |  |

| 11. 3. 2016. 20:00 Извештај |                                                          | Црвена звезда Телеком | 69 : 67                               | Панатинаикос | Београдска арена, Београд Гледаоци: 18.150 Судије: Борис Рижик (УКР), Роберт Лотермозер (НЕМ), Антонио Конде (ШПА) |  |
| 11. 3. 2016. 20:00 Извештај | Четвртине: 10-18, 18-13, 25-11, 16-25                    |                       |                                       |              | Београдска арена, Београд Гледаоци: 18.150 Судије: Борис Рижик (УКР), Роберт Лотермозер (НЕМ), Антонио Конде (ШПА) |  |
| 11. 3. 2016. 20:00 Извештај | Поени: Кинси 19 Скокови: 3 играча 5 Асистенције: Јовић 6 |                       | Вилијамс 17 Радуљица 7 Дијамантидис 3 |              | Београдска арена, Београд Гледаоци: 18.150 Судије: Борис Рижик (УКР), Роберт Лотермозер (НЕМ), Антонио Конде (ШПА) |  |

| 18. 3. 2016. 20:45 Извештај |                                                             | Уникаха | 72 : 78                          | Црвена звезда Телеком | Палата спортова Хосе Марија Мартин Карпена, Малага Гледаоци: 5.856 Судије: Олег Латишевс (ЛЕТ), Толга Сахин (ИТА), Ерсан Картал (ТУР) |  |
| 18. 3. 2016. 20:45 Извештај | Четвртине: 20-12, 23-15, 17-26, 12-25                       |         |                                  |                       | Палата спортова Хосе Марија Мартин Карпена, Малага Гледаоци: 5.856 Судије: Олег Латишевс (ЛЕТ), Толга Сахин (ИТА), Ерсан Картал (ТУР) |  |
| 18. 3. 2016. 20:45 Извештај | Поени: Недовић 22 Скокови: 3 играча 6 Асистенције: Џексон 4 |         | Јовић 16 Милер, Цирбес 7 Мицић 8 |                       | Палата спортова Хосе Марија Мартин Карпена, Малага Гледаоци: 5.856 Судије: Олег Латишевс (ЛЕТ), Толга Сахин (ИТА), Ерсан Картал (ТУР) |  |

| 24. 3. 2016. 18:00 Извештај |                                                                       | Локомотива Кубањ | 86 : 62                       | Црвена звезда Телеком | Баскет-хол арена, Краснодар Гледаоци: 6.442 Судије: Хуан Карлос Гарсија Гонзалез (ШПА), Кармело Патернико (ИТА), Аре Халико (ЕСТ) |  |
| 24. 3. 2016. 18:00 Извештај | Четвртине: 19-15, 26-20, 21-14, 20-13                                 |                  |                               |                       | Баскет-хол арена, Краснодар Гледаоци: 6.442 Судије: Хуан Карлос Гарсија Гонзалез (ШПА), Кармело Патернико (ИТА), Аре Халико (ЕСТ) |  |
| 24. 3. 2016. 18:00 Извештај | Поени: Рандолф, Синглтон 17 Скокови: Делејни 4 Асистенције: Делејни 9 |                  | Гудурић 13 Цирбес 8 Гудурић 4 |                       | Баскет-хол арена, Краснодар Гледаоци: 6.442 Судије: Хуан Карлос Гарсија Гонзалез (ШПА), Кармело Патернико (ИТА), Аре Халико (ЕСТ) |  |

| 31. 3. 2016. 20:00 Извештај |                                                         | Црвена звезда Телеком | 61 : 80                                | Дарушафака Догуш | Београдска арена, Београд Гледаоци: 18.278 Судије: Фернандо Роча (ПОР), Спирос Гонтас (ГРЧ), Жозеф Бисанг (ФРА) |  |
| 31. 3. 2016. 20:00 Извештај | Четвртине: 20-15, 14-20, 15-20, 12-25                   |                       |                                        |                  | Београдска арена, Београд Гледаоци: 18.278 Судије: Фернандо Роча (ПОР), Спирос Гонтас (ГРЧ), Жозеф Бисанг (ФРА) |  |
| 31. 3. 2016. 20:00 Извештај | Поени: Милер 18 Скокови: Милер 7 Асистенције: Гудурић 4 |                       | Вилбекин 19 Бјелица, Слотер 6 Гордон 6 |                  | Београдска арена, Београд Гледаоци: 18.278 Судије: Фернандо Роча (ПОР), Спирос Гонтас (ГРЧ), Жозеф Бисанг (ФРА) |  |

| 8. 4. 2016. 19:00 Извештај |                                                              | Цедевита | 83 : 62                     | Црвена звезда Телеком | Кошаркашки центар Дражен Петровић, Загреб Гледаоци: 1.500 Судије: Мигел Перез Перез (ШПА), Роберт Лотермозер (НЕМ), Сефи Шемеш (ИЗР) |  |
| 8. 4. 2016. 19:00 Извештај | Четвртине: 29-12, 23-19, 16-14, 15-17                        |          |                             |                       | Кошаркашки центар Дражен Петровић, Загреб Гледаоци: 1.500 Судије: Мигел Перез Перез (ШПА), Роберт Лотермозер (НЕМ), Сефи Шемеш (ИЗР) |  |
| 8. 4. 2016. 19:00 Извештај | Поени: Пулен 22 Скокови: Билан 6 Асистенције: Вајт, Гордић 3 |          | Штимац 18 Штимац 11 Мицић 5 |                       | Кошаркашки центар Дражен Петровић, Загреб Гледаоци: 1.500 Судије: Мигел Перез Перез (ШПА), Роберт Лотермозер (НЕМ), Сефи Шемеш (ИЗР) |  |

### Четвртфинале
| 12. 4. 2016. 19:00 Извештај |                                                                  | ЦСКА Москва | 84 : 74                          | Црвена звезда Телеком | Мегаспорт арена, Москва Гледаоци: 6.702 Судије: Даниел Хиерезуело (ШПА), Саша Пукл (СЛО), Амит Балак (ИЗР) |  |
| 12. 4. 2016. 19:00 Извештај | Четвртине: 25-20, 19-20, 19-16, 21-18                            |             |                                  |                       | Мегаспорт арена, Москва Гледаоци: 6.702 Судије: Даниел Хиерезуело (ШПА), Саша Пукл (СЛО), Амит Балак (ИЗР) |  |
| 12. 4. 2016. 19:00 Извештај | Поени: Теодосић 23 Скокови: Воронцевич 7 Асистенције: Де Коло 10 |             | Јовић, Милер 14 Цирбес 6 Јовић 4 |                       | Мегаспорт арена, Москва Гледаоци: 6.702 Судије: Даниел Хиерезуело (ШПА), Саша Пукл (СЛО), Амит Балак (ИЗР) |  |

| 14. 4. 2016. 19:00 Извештај |                                                                    | ЦСКА Москва | 77 : 76                     | Црвена звезда Телеком | Мегаспорт арена, Москва Гледаоци: 8.107 Судије: Хуан Карлос Гарсија Гонзалез (ШПА), Елиас Коромилас (ГРЧ), Сашо Петек (СЛО) |  |
| 14. 4. 2016. 19:00 Извештај | Четвртине: 20-20, 24-28, 19-12, 14-16                              |             |                             |                       | Мегаспорт арена, Москва Гледаоци: 8.107 Судије: Хуан Карлос Гарсија Гонзалез (ШПА), Елиас Коромилас (ГРЧ), Сашо Петек (СЛО) |  |
| 14. 4. 2016. 19:00 Извештај | Поени: Хајнс 19 Скокови: 4 играча 4 Асистенције: Де Коло, Џексон 3 |             | Јовић 15 4 играча 5 Јовић 7 |                       | Мегаспорт арена, Москва Гледаоци: 8.107 Судије: Хуан Карлос Гарсија Гонзалез (ШПА), Елиас Коромилас (ГРЧ), Сашо Петек (СЛО) |  |

| 18. 4. 2016. 20:45 Извештај |                                                       | Црвена звезда Телеком | 71 : 78                        | ЦСКА Москва | Београдска арена, Београд Гледаоци: 18.087 Судије: Мигел Перез Перез (ШПА), Кармело Патернико (ИТА), Петри Мантила (ФИН) |  |
| 18. 4. 2016. 20:45 Извештај | Четвртине: 21-18, 14-18, 12-23, 24-19                 |                       |                                |             | Београдска арена, Београд Гледаоци: 18.087 Судије: Мигел Перез Перез (ШПА), Кармело Патернико (ИТА), Петри Мантила (ФИН) |  |
| 18. 4. 2016. 20:45 Извештај | Поени: Милер 15 Скокови: Јовић 6 Асистенције: Јовић 6 |                       | Де Коло 20 Хигинс 9 Теодосић 7 |             | Београдска арена, Београд Гледаоци: 18.087 Судије: Мигел Перез Перез (ШПА), Кармело Патернико (ИТА), Петри Мантила (ФИН) |  |

## Јадранска лига
Највише због промене играча у току саме сезоне Звезда је лигашки део такмичења одиграла лошије него претходне. Шта више после дугог низа победа на домаћем терену у регуларном делу сезоне дошло је до неколико пораза у Пиониру. Пре свега је болан био пораз против Олимпије, када се повредио капитен Лука Митровић. Такође Звезда је поражена и од Игокее, пре свега фантастичном игром некадашњег играча Црвене звезде Вука Радивојевића. Ипак како је сезона одмицала тим је играо све боље и победама у последњим колима успела да остане друга на табели и тиме добије предност домаћег терена у полуфиналу.
У полуфиналу је у две утакмице савладана Цедевита. Кључна је била прва утакмица када је Цедевита имала чак и прилику да победи шутем Пулена у последњим секундама регуларног дела. Међутим отишло се у продужетке када је пре свега Квинси Милер погодио неке тројке и тиме одлучио победника. У Загребу је Звезда одиграла и боље и пре свега фантастичном игром Владимира Штимца успела да забеле
и у другу победу. У другом полуфиналу Мега Лекс је изненадио првопласирану Будућност и пласирао се у финале због чега је Црвена звезда поново имала предност домаћег терена. Додатно неколико првотимаца Меге је било повређено па је била знатно ослабљена у финалним дуелима, у којима је Звезда одбранила титулу у три утакмице без пораза. Стефан Јовић је проглашен за најбољег играча доигравања АБА лиге.

### Табела
|    | Тим                   | Игр. | Поб. | Изг. | П+   | П-   | П+/- | Бод |
| -- | --------------------- | ---- | ---- | ---- | ---- | ---- | ---- | --- |
| 1  | Будућност ВОЛИ        | 26   | 23   | 3    | 2032 | 1774 | +258 | 49  |
| 2  | Црвена звезда Телеком | 26   | 20   | 6    | 2046 | 1800 | +246 | 46  |
| 3  | Цедевита              | 26   | 19   | 7    | 2024 | 1879 | +145 | 45  |
| 4  | Мега Лекс             | 26   | 17   | 9    | 2051 | 1940 | +111 | 43  |
| 5  | Партизан НИС          | 26   | 12   | 14   | 1973 | 1974 | -1   | 38  |
| 6  | Задар                 | 26   | 12   | 14   | 1808 | 1868 | -60  | 38  |
| 7  | Унион Олимпија        | 26   | 11   | 15   | 1921 | 1955 | -34  | 37  |
| 8  | Цибона                | 26   | 11   | 15   | 1887 | 1936 | -49  | 37  |
| 9  | Игокеа                | 26   | 11   | 15   | 1839 | 1899 | -60  | 37  |
| 10 | МЗТ Скопље Аеродром   | 26   | 10   | 16   | 1869 | 1908 | -39  | 36  |
| 11 | Металац Фармаком      | 26   | 10   | 16   | 1837 | 1941 | -104 | 36  |
| 12 | Крка                  | 26   | 10   | 16   | 1853 | 1924 | -71  | 36  |
| 13 | Сутјеска              | 26   | 9    | 17   | 1867 | 2011 | -144 | 35  |
| 14 | Тајфун                | 26   | 7    | 19   | 1790 | 1988 | -198 | 33  |

Легенда:

### Плеј-оф

#### Полуфинале
| 15. 3. 2016. 18:45 | Извештај | Црвена звезда Телеком                                   | 97 : 88 | Цедевита                 | Хала Пионир, Београд Гледаоци: 6.286 Судије: Саша Пукл (СЛО), Дамир Јавор (СЛО), Милош Кољеншић (ЦГ) |  |
| 15. 3. 2016. 18:45 | Извештај | Четвртине: 22-14, 15-29, 19-13, 26-26, 15-6             |         |                          | Хала Пионир, Београд Гледаоци: 6.286 Судије: Саша Пукл (СЛО), Дамир Јавор (СЛО), Милош Кољеншић (ЦГ) |  |
| 15. 3. 2016. 18:45 | Извештај | Поени: Милер 24 Скокови: Цирбес 11 Асистенције: Јовић 8 |         | Пулен 24 Вајт 12 Пулен 5 | Хала Пионир, Београд Гледаоци: 6.286 Судије: Саша Пукл (СЛО), Дамир Јавор (СЛО), Милош Кољеншић (ЦГ) |  |

| 22. 3. 2016. 20:00 | Извештај | Цедевита                                                 | 65 : 73 | Црвена звезда Телеком      | Дом спортова, Загреб Гледаоци: 3.300 Судије: Саша Пукл (СЛО), Дамир Јавор (СЛО), Сашо Петек (СЛО) |  |
| 22. 3. 2016. 20:00 | Извештај | Четвртине: 19-16, 20-18, 10-21, 16-18                    |         |                            | Дом спортова, Загреб Гледаоци: 3.300 Судије: Саша Пукл (СЛО), Дамир Јавор (СЛО), Сашо Петек (СЛО) |  |
| 22. 3. 2016. 20:00 | Извештај | Поени: Пулен 17 Скокови: Билан 7 Асистенције: 4 играча 2 |         | Штимац 17 Цирбес 9 Јовић 6 | Дом спортова, Загреб Гледаоци: 3.300 Судије: Саша Пукл (СЛО), Дамир Јавор (СЛО), Сашо Петек (СЛО) |  |

#### Финале
| 28. 4. 2016. 19:00 | Извештај | Црвена звезда Телеком                                           | 95 : 88 | Мега Лекс                        | Хала Пионир, Београд Гледаоци: 2.586 Судије: Сретен Радовић (ХРВ), Миливоје Јовчић (СРБ), Синиша Херцег (ХРВ) |  |
| 28. 4. 2016. 19:00 | Извештај | Четвртине: 27-25, 21-20, 20-25, 27-18                           |         |                                  | Хала Пионир, Београд Гледаоци: 2.586 Судије: Сретен Радовић (ХРВ), Миливоје Јовчић (СРБ), Синиша Херцег (ХРВ) |  |
| 28. 4. 2016. 19:00 | Извештај | Поени: Милер, Цирбес 17 Скокови: Цирбес 12 Асистенције: Јовић 9 |         | Ивановић 25 Николић 6 Ивановић 6 | Хала Пионир, Београд Гледаоци: 2.586 Судије: Сретен Радовић (ХРВ), Миливоје Јовчић (СРБ), Синиша Херцег (ХРВ) |  |

| 30. 4. 2016. 20:00 | Извештај | Црвена звезда Телеком                                        | 93 : 74 | Мега Лекс                        | Хала Пионир, Београд Гледаоци: 3.500 Судије: Илија Белошевић (СРБ), Петар Обрадовић (БИХ), Саша Маричић (СРБ) |  |
| 30. 4. 2016. 20:00 | Извештај | Четвртине: 26-21, 26-18, 20-21, 21-14                        |         |                                  | Хала Пионир, Београд Гледаоци: 3.500 Судије: Илија Белошевић (СРБ), Петар Обрадовић (БИХ), Саша Маричић (СРБ) |  |
| 30. 4. 2016. 20:00 | Извештај | Поени: Симоновић 16 Скокови: 3 играча 5 Асистенције: Јовић 9 |         | Ивановић 22 Николић 7 Ивановић 5 | Хала Пионир, Београд Гледаоци: 3.500 Судије: Илија Белошевић (СРБ), Петар Обрадовић (БИХ), Саша Маричић (СРБ) |  |

| 2. 5. 2016. 20:30 | Извештај | Мега Лекс                                                     | 49 : 61 | Црвена звезда Телеком    | ПСЦ Пинки, Сремска Митровица Гледаоци: 2.500 Судије: Саша Пукл (СЛО), Срђан Дожаи (ХРВ), Марко Јурас (СРБ) |  |
| 2. 5. 2016. 20:30 | Извештај | Четвртине: 16-24, 18-13, 6-9, 9-15                            |         |                          | ПСЦ Пинки, Сремска Митровица Гледаоци: 2.500 Судије: Саша Пукл (СЛО), Срђан Дожаи (ХРВ), Марко Јурас (СРБ) |  |
| 2. 5. 2016. 20:30 | Извештај | Поени: Загорац 21 Скокови: Јанковић 8 Асистенције: Ивановић 6 |         | Милер 18 Милер 8 Јовић 6 | ПСЦ Пинки, Сремска Митровица Гледаоци: 2.500 Судије: Саша Пукл (СЛО), Срђан Дожаи (ХРВ), Марко Јурас (СРБ) |  |

## Суперлига Србије

### Група А
Суперлига се ове сезоне играла у скраћеном формату и по убрзаном ритму. Осам клубова било је подељено у две групе са по четири, играло се по двокружном бод систему у шест кола, а по две првопласиране екипе пролазиле су у полуфинале плеј-офа. Црвена звезда се нашла у групи А заједно са ваљевским Металцем, ФМП-ом и Тамишом. Очекивано, црвено-бели су такмичење у овој фази завршили без пораза.

#### Табела
|   | Тим                   | Игр. | Поб. | Изг. | П+  | П-  | П+/- | Бод |
| - | --------------------- | ---- | ---- | ---- | --- | --- | ---- | --- |
| 1 | Црвена звезда Телеком | 6    | 6    | 0    | 531 | 384 | +147 | 12  |
| 2 | ФМП                   | 6    | 4    | 2    | 484 | 439 | +45  | 10  |
| 3 | Металац Фармаком      | 5    | 1    | 4    | 385 | 441 | -56  | 6   |
| 4 | Тамиш                 | 5    | 0    | 5    | 314 | 450 | -136 | 5   |

Легенда:

### Плеј-оф

#### Полуфинале
И четврту сезону заредом Звезду је у полуфиналу националног првенства чекао исти противник - екипа Мега Лекса. Исти ривали састали су се непуних месец дана раније и у финалу Јадранске лиге, а Мега ни овога пута није могла да рачуна на повређене Аранитовића, Јарамаза, Кабу и Ливавија. Ипак, у односу на ту финалну серију екипа Дејана Милојевића била је појачана искусним Александром Рашићем, као и двојицом младих и перспективних играча - црногорским плејмејкером Петром Поповићем и хрватским центром Ивицом Зупцем. У првом полуфиналном мечу Звезда је приказала сигурну игру и ни у једном тренутку није испуштала предност, те је на крају славила резултатом 77:66. Најкориснији Звездин играч био је Стефан Јовић (индекс 22, 11 п, 5 ск, 8 ас.), а запажен допринос овој победи дали су и Симоновић (14 п, 4 ск, 2 ас.) и Цирбес (10 п, 8 ск, 3 ас.). У другом сусрету тимови су били знатно изједначенији, а Звезда је одлучујућу предност направила тек након 33. минута и на крају забележила тријумф резултатом 74:64. Јовић је и у овој утакмици пружио сјајну партију (индекс 26, 18 п, 4 ск, 9 ас.), док је најбољу подршку имао у игри капитена Луке Митровића (индекс 23, 20 п, 7 ск). Победа са 2:0 у серији Звезди је донела пласман у финале.
| 27. 5. 2016. 19:00 |                                                            | Црвена звезда Телеком | 77 : 66                          | Мега Лекс | Хала Пионир, Београд Гледаоци: 2.479 Судије: Илија Белошевић, Александар Глишић, Владимир Јевтовић |  |
| 27. 5. 2016. 19:00 | Четвртине: 21-18, 22-12, 13-12, 21-24                      |                       |                                  |           | Хала Пионир, Београд Гледаоци: 2.479 Судије: Илија Белошевић, Александар Глишић, Владимир Јевтовић |  |
| 27. 5. 2016. 19:00 | Поени: Симоновић 14 Скокови: Цирбес 8 Асистенције: Јовић 8 |                       | Загорац 20 Загорац 11 Ивановић 5 |           | Хала Пионир, Београд Гледаоци: 2.479 Судије: Илија Белошевић, Александар Глишић, Владимир Јевтовић |  |

| 29. 5. 2016. 20:00 |                                                            | Мега Лекс | 64 : 74                       | Црвена звезда Телеком | Пословно-спортски центар Пинки, Сремска Митровица Гледаоци: 1.500 Судије: Миливоје Јовчић, Драган Нешковић, Урош Обркнежевић |  |
| 29. 5. 2016. 20:00 | Четвртине: 13-14, 25-23, 17-18, 9-19                       |           |                               |                       | Пословно-спортски центар Пинки, Сремска Митровица Гледаоци: 1.500 Судије: Миливоје Јовчић, Драган Нешковић, Урош Обркнежевић |  |
| 29. 5. 2016. 20:00 | Поени: Јанковић 23 Скокови: Николић 7 Асистенције: Рашић 7 |           | Митровић 20 Штимац 13 Јовић 9 |                       | Пословно-спортски центар Пинки, Сремска Митровица Гледаоци: 1.500 Судије: Миливоје Јовчић, Драган Нешковић, Урош Обркнежевић |  |

#### Финале
| 3. 6. 2016. 21:00 |                                                          | Црвена звезда Телеком | 84 : 53                           | Партизан НИС | Хала Пионир, Београд Гледаоци: 5.029 Судије: Илија Белошевић, Миливоје Јовчић, Александар Глишић |  |
| 3. 6. 2016. 21:00 | Четвртине: 21-15, 21-12, 22-12, 20-14                    |                       |                                   |              | Хала Пионир, Београд Гледаоци: 5.029 Судије: Илија Белошевић, Миливоје Јовчић, Александар Глишић |  |
| 3. 6. 2016. 21:00 | Поени: Милер 24 Скокови: Митровић 7 Асистенције: Мицић 4 |                       | Вилијамс 10 Вилијамс 5 3 играча 2 |              | Хала Пионир, Београд Гледаоци: 5.029 Судије: Илија Белошевић, Миливоје Јовчић, Александар Глишић |  |

| 5. 6. 2016. 21:00 |                                                         | Партизан НИС | 86 : 87                                    | Црвена звезда Телеком | Хала Пионир, Београд Гледаоци: 6.500 Судије: Илија Белошевић, Милија Војиновић, Урош Николић |  |
| 5. 6. 2016. 21:00 | Четвртине: 25-21, 29-16, 18-25, 14-25                   |              |                                            |                       | Хала Пионир, Београд Гледаоци: 6.500 Судије: Илија Белошевић, Милија Војиновић, Урош Николић |  |
| 5. 6. 2016. 21:00 | Поени: Вилсон 18 Скокови: Џоунс 7 Асистенције: Вилсон 5 |              | Јовић, Кинси, Цирбес 13 Митровић 6 Јовић 7 |                       | Хала Пионир, Београд Гледаоци: 6.500 Судије: Илија Белошевић, Милија Војиновић, Урош Николић |  |

| 7. 6. 2016. 21:00 |                                                           | Црвена звезда Телеком | 72 : 75                                           | Партизан НИС | Хала Пионир, Београд Гледаоци: 5.799 Судије: Миливоје Јовчић, Драган Нешковић, Урош Обркнежевић |  |
| 7. 6. 2016. 21:00 | Четвртине: 13-5, 16-22, 18-26, 25-22                      |                       |                                                   |              | Хала Пионир, Београд Гледаоци: 5.799 Судије: Миливоје Јовчић, Драган Нешковић, Урош Обркнежевић |  |
| 7. 6. 2016. 21:00 | Поени: Цирбес 19 Скокови: Цирбес 11 Асистенције: Јовић 14 |                       | Величковић, Џоунс 13 Мурић 7 Величковић, Вилсон 4 |              | Хала Пионир, Београд Гледаоци: 5.799 Судије: Миливоје Јовчић, Драган Нешковић, Урош Обркнежевић |  |

| 9. 6. 2016. 21:00 |                                                                                    | Партизан НИС | 65 : 70                                      | Црвена звезда Телеком | Хала Пионир, Београд Гледаоци: 6.500 Судије: Илија Белошевић, Милија Војиновић, Саша Маричић |  |
| 9. 6. 2016. 21:00 | Четвртине: 22-18, 17-23, 9-15, 17-14                                               |              |                                              |                       | Хала Пионир, Београд Гледаоци: 6.500 Судије: Илија Белошевић, Милија Војиновић, Саша Маричић |  |
| 9. 6. 2016. 21:00 | Поени: Величковић 19 Скокови: Величковић 6 Асистенције: Маринковић, Мурић, Џоунс 2 |              | Кинси, Симоновић, Цирбес 15 Цирбес 7 Јовић 4 |                       | Хала Пионир, Београд Гледаоци: 6.500 Судије: Илија Белошевић, Милија Војиновић, Саша Маричић |  |

## Куп Радивоја Кораћа
Жреб парова четвртине финала Купа Радивоја Кораћа 2016. обављен је 2. фебруара 2016. у просторијама хотела „Crowne Plaza“, у Београду. Домаћин завршног турнира био је Ниш у периоду од 18. до 21. фебруара 2016, а сви мечеви су одиграни у Спортском центру Чаир.
Црвена звезда је на турнир допутовала ослабљена, будући да стартни плејмејкер Стефан Јовић није успео да на време залечи повреду препона. Четвртфинални меч против екипе Смедерева 1953 црвено-бели су лако решили у своју корист резултатом 89:44 и тако је заказан полуфинални сусрет са вечитим ривалом. Међутим, у полуфиналу Звезда је приказала једну од најлошијих партија у дотадашњем току сезоне, тако да је Партизан већим делом утакмице био у предности и на крају славио резултатом 68:60.

### Четвртфинале
| 19. 2. 2016. 21:00 | Извештај | Црвена звезда Телеком                                            | 89 : 44 | Смедерево 1953                 | Спортски центар Чаир, Ниш Гледаоци: 3.300 Судије: Владимир Јевтовић, Немања Нинковић, Предраг Миловановић |  |
| 19. 2. 2016. 21:00 | Извештај | Четвртине: 30-12, 17-12, 14-11, 28-9                             |         |                                | Спортски центар Чаир, Ниш Гледаоци: 3.300 Судије: Владимир Јевтовић, Немања Нинковић, Предраг Миловановић |  |
| 19. 2. 2016. 21:00 | Извештај | Поени: Ребић 15 Скокови: Штимац 10 Асистенције: Гудурић, Ребић 4 |         | Ђорђевић 13 Василић 14 Антић 3 | Спортски центар Чаир, Ниш Гледаоци: 3.300 Судије: Владимир Јевтовић, Немања Нинковић, Предраг Миловановић |  |

### Полуфинале
| 20. 2. 2016. 21:00 | Извештај | Партизан НИС                                            | 68 : 60 | Црвена звезда Телеком      | Спортски центар Чаир, Ниш Гледаоци: 4.000 Судије: Илија Белошевић, Миливоје Јовчић, Милија Војиновић |  |
| 20. 2. 2016. 21:00 | Извештај | Четвртине: 17-13, 16-12, 19-14, 16-21                   |         |                            | Спортски центар Чаир, Ниш Гледаоци: 4.000 Судије: Илија Белошевић, Миливоје Јовчић, Милија Војиновић |  |
| 20. 2. 2016. 21:00 | Извештај | Поени: Џонс 19 Скокови: Џонс 8 Асистенције: Цветковић 3 |         | Кинси 22 Цирбес 12 Мицић 5 | Спортски центар Чаир, Ниш Гледаоци: 4.000 Судије: Илија Белошевић, Миливоје Јовчић, Милија Војиновић |  |

## Резултати по месецима

### Октобар
| Датум  | Место                                     | Посета | Такмичење                | Противник        | Резултат | МВП            | Највише поена  | Највише скокова | Највише асистенција |
| ------ | ----------------------------------------- | ------ | ------------------------ | ---------------- | -------- | -------------- | -------------- | --------------- | ------------------- |
| 01.10. | Београд (Хала Пионир)                     | 3.055  | Јадранска лига (1. коло) | Мега Лекс        | 76:70    | Цирбес (23)    | Цирбес (19)    | Цирбес (7)      | Мекел (7)           |
| 03.10. | Београд (Хала Пионир)                     | 2.132  | Јадранска лига (2. коло) | Будућност ВОЛИ   | 83:62    | Цирбес (24)    | Цирбес (19)    | Митровић (7)    | Јовић (8)           |
| 06.10. | Задар (Дворана Крешимир Ћосић)            | 5.000  | Јадранска лига (3. коло) | Задар            | 56:49    | Симоновић (22) | Симоновић (13) | Симоновић (7)   | Мекел (6)           |
| 08.10. | Београд (Хала Пионир)                     | 1.543  | Јадранска лига (4. коло) | Тајфун           | 113:66   | Ребић (24)     | Цирбес (19)    | Настић (8)      | Ребић (10)          |
| 11.10. | Загреб (Дом спортова)                     | 1.650  | Јадранска лига (5. коло) | Цедевита         | 72:74    | Митровић (22)  | Мекел (17)     | Митровић (9)    | Мекел (8)           |
| 15.10. | Београд (Комбанк арена)                   | 14.338 | Евролига (1. коло)       | Стразбур ИГ      | 81:59    | Цирбес (22)    | Цирбес (18)    | Цирбес (7)      | Јовић, Мекел (5)    |
| 18.10. | Београд (Хала Пионир)                     | 2.201  | Јадранска лига (6. коло) | Унион Олимпија   | 73:77    | Мекел (22)     | Мекел (19)     | Цирбес (7)      | Јовић (6)           |
| 22.10. | Мадрид (Палата спортова Покрајине Мадрид) | 7.869  | Евролига (2. коло)       | Реал Мадрид      | 71:98    | Јовић (20)     | Цирбес (15)    | Цирбес (6)      | Јовић (9)           |
| 26.10. | Ваљево (Хала спортова)                    |        | Јадранска лига (7. коло) | Металац Фармаком | 68:62    | Мекел (22)     | Мекел (15)     | Симоновић (9)   | Јовић, Мекел (3)    |
| 30.10. | Химки (Спортска дворана Новатор)          | 2.000  | Евролига (3. коло)       | Химки            | 53:91    | Цирбес (18)    | Цирбес (15)    | Цирбес (14)     | Мекел (4)           |

### Новембар
| Датум  | Место                           | Посета | Такмичење                 | Противник           | Резултат | МВП                   | Највише поена  | Највише скокова           | Највише асистенција     |
| ------ | ------------------------------- | ------ | ------------------------- | ------------------- | -------- | --------------------- | -------------- | ------------------------- | ----------------------- |
| 03.11. | Београд (Хала Пионир)           | 3.836  | Јадранска лига (8. коло)  | Партизан НИС        | 92:77    | Штимац (25)           | Милер (17)     | Штимац (9)                | Мекел (9)               |
| 06.11. | Београд (Комбанк арена)         | 16.203 | Евролига (4. коло)        | Фенербахче          | 60:74    | Цирбес, Штимац (12)   | Штимац (13)    | Штимац (7)                | Јовић, Лазић (4)        |
| 09.11. | Скопље (СЦ Јане Сандански)      | 6.000  | Јадранска лига (9. коло)  | МЗТ Скопље Аеродром | 71:66    | Јовић (26)            | Јовић (17)     | Лазић (6)                 | Јовић (7)               |
| 12.11. | Бајерн (Ауди дом)               | 6.171  | Евролига (5. коло)        | Бајерн Минхен       | 90:79    | Јовић (25)            | Милер (22)     | Милер (6)                 | Јовић (19)              |
| 15.11. | Београд (Хала Пионир)           | 3.231  | Јадранска лига (10. коло) | Игокеа              | 81:87    | Милер, Симоновић (15) | Симоновић (17) | Милер (10)                | Јовић (6)               |
| 19.11. | Стразбур (Ренус спорт)          | 5.318  | Евролига (6. коло)        | Стразбур ИГ         | 75:78    | Милер (32)            | Милер (23)     | Милер (12)                | Јовић (10)              |
| 23.11. | Никшић (Спортски центар Никшић) | 4.500  | Јадранска лига (11. коло) | Сутјеска            | 70:62    | Јовић (23)            | Јовић (19)     | Симоновић (7)             | Гудурић, Јовић (3)      |
| 27.11. | Београд (Хала Пионир)           | 6.744  | Евролига (7. коло)        | Реал Мадрид         | 94:88    | Цирбес (32)           | Цирбес (26)    | Милер (7)                 | Јовић, Лазић, Ребић (4) |
| 30.11. | Београд (Хала Пионир)           | 3.547  | Јадранска лига (12. коло) | Цибона              | 75:58    | Јовић (23)            | Симоновић (19) | Јовић, Цирбес, Штимац (6) | Ребић (5)               |

### Децембар
| Датум  | Место                                     | Посета | Такмичење                 | Противник      | Резултат | МВП         | Највише поена      | Највише скокова   | Највише асистенција |
| ------ | ----------------------------------------- | ------ | ------------------------- | -------------- | -------- | ----------- | ------------------ | ----------------- | ------------------- |
| 04.12. | Београд (Хала Пионир)                     | 6.934  | Евролига (8. коло)        | Химки          | 96:91    | Цирбес (33) | Цирбес (27)        | Милер, Цирбес (7) | Јовић (6)           |
| 07.12. | Ново Место (Спортска дворана Леон Штукељ) | 1.200  | Јадранска лига (13. коло) | Крка           | 71:65    | Јовић (23)  | Јовић, Цирбес (13) | Милер (8)         | Јовић (11)          |
| 11.12. | Истанбул (Спортска арена Улкер)           | 8.634  | Евролига (9. коло)        | Фенербахче     | 61:79    | Штимац (11) | Симоновић (15)     | Милер (11)        | Вилијамс (10)       |
| 14.12. | Сремска Митровица (ПСЦ Пинки)             | 2.500  | Јадранска лига (14. коло) | Мега Лекс      | 79:78    | Цирбес (26) | Цирбес (20)        | Цирбес (13)       | Јовић (5)           |
| 18.12. | Београд (Хала Пионир)                     | 6.458  | Евролига (10. коло)       | Бајерн Минхен  | 85:76    | Цирбес (31) | Милер (21)         | Милер (10)        | Јовић (13)          |
| 21.12. | Подгорица (СЦ Морача)                     | 5.000  | Јадранска лига (15. коло) | Будућност ВОЛИ | 54:68    | Штимац (20) | Гудурић (20)       | Јовић, Цирбес (6) | Гудурић, Јовић (3)  |
| 24.12. | Београд (Хала Пионир)                     | 5.500  | Јадранска лига (16. коло) | Задар          | 83:57    | Јовић (31)  | Цирбес (15)        | Јовић (6)         | Јовић (10)          |
| 27.12. | Шентјур (Дворана Головец)                 | 2.200  | Јадранска лига (17. коло) | Тајфун         | 73:63    | Штимац (16) | Јовић (14)         | Штимац (9)        | Јовић (6)           |
| 30.12. | Истанбул (Абди Ипекчи арена)              | 2.626  | Евролига Т16 (1. коло)    | Анадолу Ефес   | 84:85    | Цирбес (25) | Цирбес (22)        | Цирбес (12)       | Јовић (11)          |

### Јануар
| Датум  | Место                      | Посета | Такмичење                 | Противник        | Резултат | МВП               | Највише поена | Највише скокова   | Највише асистенција |
| ------ | -------------------------- | ------ | ------------------------- | ---------------- | -------- | ----------------- | ------------- | ----------------- | ------------------- |
| 04.01. | Београд (Хала Пионир)      | 4.652  | Јадранска лига (18. коло) | Цедевита         | 79:80    | Милер (25)        | Милер (19)    | Милер (11)        | Јовић (8)           |
| 08.01. | Београд (Хала Пионир)      | 6.421  | Евролига Т16 (2. коло)    | Фенербахче       | 65:88    | Милер (27)        | Милер (21)    | Цирбес (6)        | Кинси (5)           |
| 11.01. | Љубљана (Арена Стожице)    | 4.500  | Јадранска лига (19. коло) | Унион Олимпија   | 77:69    | Милер (28)        | Милер (25)    | Милер (9)         | Мицић (6)           |
| 14.01. | Атина (Олимпијска дворана) | 11.000 | Евролига Т16 (3. коло)    | Панатинаикос     | 74:63    | Јовић, Кинси (15) | Цирбес (12)   | Јовић (8)         | Јовић (8)           |
| 18.01. | Београд (Хала Пионир)      | 2.544  | Јадранска лига (20. коло) | Металац Фармаком | 86:74    | Дангубић (22)     | Дангубић (17) | Јовић, Штимац (5) | Кинси (7)           |
| 22.01. | Београд (Хала Пионир)      | 6.421  | Евролига Т16 (4. коло)    | Уникаха          | 87:73    | Јовић (24)        | Јовић (15)    | Цирбес (6)        | Јовић, Мицић (5)    |
| 25.01. | Београд (Хала Пионир)      | 5.000  | Јадранска лига (21. коло) | Партизан НИС     | 81:86    | Цирбес (37)       | Цирбес (26)   | Цирбес (7)        | Јовић (10)          |
| 29.01. | Београд (Хала Пионир)      | 6.479  | Евролига Т16 (5. коло)    | Локомотива Кубањ | 80:66    | Милер (25)        | Милер (24)    | Цирбес (9)        | Јовић (6)           |

### Фебруар
| Датум  | Место                              | Посета | Такмичење                          | Противник           | Резултат | МВП                | Највише поена  | Највише скокова | Највише асистенција |
| ------ | ---------------------------------- | ------ | ---------------------------------- | ------------------- | -------- | ------------------ | -------------- | --------------- | ------------------- |
| 01.02. | Београд (Хала Пионир)              | 1.959  | Јадранска лига (22. коло)          | МЗТ Скопље Аеродром | 92:79    | Цирбес (36)        | Цирбес (28)    | Цирбес (11)     | Мицић (12)          |
| 04.02. | Истанбул (Фолксваген арена)        | 4.678  | Евролига Т16 (6. коло)             | Дарушафака Догуш    | 66:69    | Штимац (13)        | Кинси (16)     | Штимац (10)     | Јовић (6)           |
| 07.02. | Лакташи (Спортска дворана Лакташи) | 3.500  | Јадранска лига (23. коло)          | Игокеа              | 74:54    | Јовић (18)         | Симоновић (17) | Јовић (7)       | Јовић (7)           |
| 11.02. | Београд (Хала Пионир)              | 6.491  | Евролига Т16 (7. коло)             | Цедевита            | 94:74    | Милер (27)         | Милер (22)     | Штимац (13)     | Мицић (9)           |
| 14.02. | Београд (Хала Пионир)              | 2.858  | Јадранска лига (24. коло)          | Сутјеска            | 96:67    | Цирбес (34)        | Цирбес (21)    | Цирбес (10)     | Дангубић (6)        |
| 19.02. | Ниш (Спортски центар Чаир)         | 3.300  | Куп Радивоја Кораћа (четвртфинале) | Смедерево 1953      | 89:44    | Ребић (19)         | Ребић (15)     | Штимац (10)     | Гудурић, Ребић (4)  |
| 20.02. | Ниш (Спортски центар Чаир)         | 4.000  | Куп Радивоја Кораћа (полуфинале)   | Партизан НИС        | 60:68    | Мицић, Цирбес (25) | Кинси (22)     | Цирбес (12)     | Мицић (5)           |
| 26.02. | Вршац (Центар Миленијум)           | 4.961  | Евролига Т16 (8. коло)             | Анадолу Ефес        | 91:82    | Цирбес (23)        | Милер (15)     | Цирбес (9)      | Гудурић (5)         |
| 29.02. | Загреб (КЦ Дражен Петровић)        | 2.000  | Јадранска лига (25. коло)          | Цибона              | 94:83    | Милер (28)         | Милер (18)     | Милер (10)      | Јовић, Милер (4)    |

### Март
| Датум  | Место                                     | Посета | Такмичење                             | Противник        | Резултат | МВП            | Највише поена | Највише скокова          | Највише асистенција |
| ------ | ----------------------------------------- | ------ | ------------------------------------- | ---------------- | -------- | -------------- | ------------- | ------------------------ | ------------------- |
| 04.03. | Истанбул (Спортска арена Улкер)           | 10.694 | Евролига Т16 (9. коло)                | Фенербахче       | 65:72    | Симоновић (14) | Милер (11)    | Милер (7)                | Мицић (4)           |
| 07.03. | Београд (Хала Пионир)                     | 1.518  | Јадранска лига (26. коло)             | Крка             | 77:67    | Цирбес (34)    | Цирбес (21)   | Цирбес (9)               | Јовић (7)           |
| 11.03. | Београд (Комбанк арена)                   | 18.150 | Евролига Т16 (10. коло)               | Панатинаикос     | 69:67    | Милер (27)     | Кинси (19)    | Јовић, Милер, Цирбес (5) | Јовић (6)           |
| 15.03. | Београд (Хала Пионир)                     | 6.286  | Јадранска лига (Плеј-оф полуфинале 1) | Цедевита         | 97:88    | Цирбес (29)    | Милер (24)    | Цирбес (11)              | Јовић (8)           |
| 18.03. | Малага (Хосе Марија Мартин Карпена арена) | 5.856  | Евролига Т16 (11. коло)               | Уникаха          | 78:72    | Јовић (24)     | Јовић (16)    | Милер, Цирбес (7)        | Мицић (8)           |
| 22.03. | Загреб (Дом спортова)                     | 3.300  | Јадранска лига (Плеј-оф полуфинале 2) | Цедевита         | 73:65    | Милер (20)     | Штимац (17)   | Цирбес (9)               | Јовић (6)           |
| 24.03. | Краснодар (Баскет-хол арена)              | 6.442  | Евролига Т16 (12. коло)               | Локомотива Кубањ | 62:86    | Штимац (17)    | Гудурић (13)  | Цирбес (8)               | Гудурић (4)         |
| 31.03. | Београд (Комбанк арена)                   | 18.278 | Евролига Т16 (13. коло)               | Дарушафака Догуш | 61:80    | Милер (16)     | Милер (18)    | Милер (7)                | Гудурић (4)         |

### Април
| Датум  | Место                                      | Посета | Такмичење                         | Противник   | Резултат | МВП         | Највише поена      | Највише скокова                  | Највише асистенција |
| ------ | ------------------------------------------ | ------ | --------------------------------- | ----------- | -------- | ----------- | ------------------ | -------------------------------- | ------------------- |
| 08.04. | Загреб (Кошаркашки центар Дражен Петровић) | 1.500  | Евролига Т16 (14. коло)           | Цедевита    | 62:83    | Штимац (28) | Штимац (18)        | Штимац (11)                      | Мицић (5)           |
| 12.04. | Москва (Мегаспорт арена)                   | 6.702  | Евролига - 1/4 финала (1. ут.)    | ЦСКА Москва | 74:84    | Милер (13)  | Јовић, Милер (14)  | Цирбес (6)                       | Јовић (4)           |
| 14.04. | Москва (Мегаспорт арена)                   | 8.107  | Евролига - 1/4 финала (2. ут.)    | ЦСКА Москва | 76:77    | Милер (18)  | Јовић (15)         | Кинси, Милер, Цирбес, Штимац (5) | Јовић (7)           |
| 18.04. | Београд (Комбанк арена)                    | 18.087 | Евролига - 1/4 финала (3. ут.)    | ЦСКА Москва | 71:78    | Милер (16)  | Милер (15)         | Јовић (6)                        | Јовић (6)           |
| 28.04. | Београд (Хала Пионир)                      | 2.586  | Јадранска лига (Плеј-оф финале 1) | Мега Лекс   | 95:88    | Цирбес (29) | Милер, Цирбес (17) | Цирбес (12)                      | Јовић (9)           |
| 30.04. | Београд (Хала Пионир)                      | 3.500  | Јадранска лига (Плеј-оф финале 2) | Мега Лекс   | 93:74    | Јовић (20)  | Симоновић (16)     | Милер, Митровић, Цирбес (5)      | Јовић (9)           |

### Maj
| Датум  | Место                             | Посета | Такмичење                               | Противник        | Резултат | МВП            | Највише поена  | Највише скокова     | Највише асистенција |
| ------ | --------------------------------- | ------ | --------------------------------------- | ---------------- | -------- | -------------- | -------------- | ------------------- | ------------------- |
| 02.05. | Сремска Митровица (ПСЦ Пинки)     | 2.500  | Јадранска лига (Плеј-оф финале 3)       | Мега Лекс        | 61:49    | Милер (19)     | Милер (18)     | Милер (8)           | Јовић (6)           |
| 08.05. | Београд (Хала Пионир)             | 500    | Суперлига Србије (1. коло)              | Тамиш            | 94:54    | Симоновић (19) | Симоновић (15) | Цирбес (5)          | Ребић (10)          |
| 12.05. | Београд (Хала Пионир)             | 500    | Суперлига Србије (2. коло)              | Металац Фармаком | 102:67   | Милер (23)     | Цирбес (19)    | Милер, Митровић (6) | Јовић (8)           |
| 15.05. | Београд (Дворана Железник)        | 500    | Суперлига Србије (3. коло)              | ФМП              | 91:83    | Милер (22)     | Митровић (13)  | Штимац (6)          | Јовић (8)           |
| 19.05. | Панчево (Спортска хала Стрелиште) | 1.500  | Суперлига Србије (4. коло)              | Тамиш            | 94:57    | Ребић (18)     | Ребић (17)     | Штимац (5)          | Јовић (5)           |
| 22.05. | Ваљево (Хала спортова)            | 500    | Суперлига Србије (5. коло)              | Металац Фармаком | 78:56    | Милер (23)     | Милер (16)     | Јовић (7)           | Јовић (6)           |
| 25.05. | Београд (Хала Пионир)             | 550    | Суперлига Србије (6. коло)              | ФМП              | 72:67    | Кинси (22)     | Кинси (17)     | Цирбес (6)          | Јовић (9)           |
| 27.05. | Београд (Хала Пионир)             | 2.479  | Суперлига Србије (Плеј-оф полуфинале 1) | Мега Лекс        | 77:66    | Јовић (22)     | Симоновић (14) | Цирбес (8)          | Јовић (8)           |
| 29.05. | Сремска Митровица (ПСЦ Пинки)     | 1.500  | Суперлига Србије (Плеј-оф полуфинале 2) | Мега Лекс        | 74:64    | Јовић (26)     | Митровић (20)  | Штимац (13)         | Јовић (9)           |

### Јун
| Датум  | Место                 | Посета | Такмичење                           | Противник    | Резултат | МВП         | Највише поена                 | Највише скокова | Највише асистенција |
| ------ | --------------------- | ------ | ----------------------------------- | ------------ | -------- | ----------- | ----------------------------- | --------------- | ------------------- |
| 03.06. | Београд (Хала Пионир) | 5.029  | Суперлига Србије (Плеј-оф финале 1) | Партизан НИС | 84:53    | Милер (24)  | Милер (24)                    | Митровић (7)    | Мицић (4)           |
| 05.06. | Београд (Хала Пионир) | 6.500  | Суперлига Србије (Плеј-оф финале 2) | Партизан НИС | 87:86    | Јовић (20)  | Јовић, Кинси, Цирбес (13)     | Митровић (6)    | Јовић (7)           |
| 07.06. | Београд (Хала Пионир) | 5.799  | Суперлига Србије (Плеј-оф финале 3) | Партизан НИС | 72:75    | Цирбес (31) | Цирбес (19)                   | Цирбес (11)     | Јовић (14)          |
| 09.06. | Београд (Хала Пионир) | 6.500  | Суперлига Србије (Плеј-оф финале 4) | Партизан НИС | 70:65    | Цирбес (26) | Кинси, Симоновић, Цирбес (15) | Цирбес (7)      | Јовић (4)           |

## Појединачне награде
- Идеални тим Евролиге:
  -  Квинси Милер
- Најкориснији играч кола Евролиге:
  -  Мајк Цирбес (8. коло „Топ 24“ фазе, индекс 33)
- Идеална стартна петорка Јадранске лиге 2015/16:
  -  Мајк Цирбес
- Најкориснији играч финала Јадранске лиге:
  -  Стефан Јовић
- Најкориснији играч месеца Јадранске лиге:
  -  Мајк Цирбес (фебруар)
- Најкориснији играч кола Јадранске лиге:
  -  Мајк Цирбес (22. коло, индекс 36)
  -  Мајк Цирбес (24. коло, индекс 34)
  -  Мајк Цирбес (1. коло финала плеј-офа, индекс 29)
  -  Стефан Јовић (2. коло финала плеј-офа, индекс 20)
  -  Квинси Милер (3. коло финала плеј-офа, индекс 19)
- Најкориснији играч финала Суперлиге Србије 2015/16:
  -  Мајк Цирбес

## Појединачне статистике

### Евролига
Извор
| #  | Играч                  | Утак. | Мин.    | Пое. | За 2 поена | За 3 поена | Сл. бацања | Ск. у нап. | Ск. у одб. | Асис. | Укр. | Изг. | Блок. | Блок. прим. | Нач. ЛГ | Изн. ЛГ | Инд. |
| -- | ---------------------- | ----- | ------- | ---- | ---------- | ---------- | ---------- | ---------- | ---------- | ----- | ---- | ---- | ----- | ----------- | ------- | ------- | ---- |
| 1  | Таренс Кинси           | 16    | 375:40  | 154  | 53 / 107   | 4 / 31     | 36 / 41    | 8          | 27         | 30    | 18   | 24   | 3     | 6           | 34      | 39      | 129  |
| 3  | Маркус Вилијамс        | 3     | 45:10   | 15   | 3 / 9      | 2 / 11     | 3 / 4      | 1          | 5          | 16    | 0    | 6    | 0     | 2           | 3       | 5       | 15   |
| 4  | Никола Ребић           | 15    | 118:53  | 30   | 6 / 13     | 5 / 22     | 3 / 8      | 4          | 12         | 13    | 4    | 9    | 1     | 1           | 16      | 12      | 21   |
| 5  | Рајан Томпсон          | 10    | 195:27  | 48   | 15 / 30    | 4 / 21     | 6 / 9      | 7          | 9          | 9     | 5    | 12   | 1     | 8           | 18      | 11      | 17   |
| 6  | Немања Дангубић        | 19    | 302:09  | 99   | 24 / 38    | 14 / 31    | 9 / 13     | 7          | 30         | 16    | 5    | 28   | 1     | 4           | 47      | 21      | 65   |
| 7  | Гал Мекел              | 4     | 81:08   | 15   | 5 / 23     | 1 / 3      | 2 / 2      | 2          | 4          | 11    | 1    | 7    | 1     | 4           | 7       | 7       | 3    |
| 9  | Лука Митровић          | 4     | 42:25   | 18   | 5 / 12     | 2 / 2      | 2 / 4      | 2          | 8          | 1     | 0    | 4    | 2     | 0           | 6       | 4       | 16   |
| 10 | Бранко Лазић           | 26    | 507:25  | 111  | 21 / 47    | 16 / 39    | 21 / 24    | 14         | 20         | 27    | 23   | 29   | 0     | 2           | 78      | 42      | 76   |
| 12 | Бориша Симанић         | 6     | 52:31   | 14   | 3 / 3      | 2 / 7      | 2 / 2      | 1          | 6          | 0     | 1    | 2    | 2     | 0           | 2       | 1       | 16   |
| 13 | Василије Мицић         | 17    | 297:19  | 94   | 17 / 52    | 13 / 36    | 21 / 29    | 4          | 26         | 62    | 4    | 32   | 3     | 9           | 41      | 40      | 85   |
| 15 | Марко Тејић            | 11    | 62:29   | 8    | 3 / 10     | 0 / 5      | 2 / 6      | 4          | 8          | 6     | 2    | 2    | 1     | 1           | 15      | 5       | 0    |
| 19 | Марко Симоновић        | 27    | 537:44  | 201  | 24 / 44    | 45 / 107   | 18 / 23    | 16         | 36         | 7     | 14   | 13   | 2     | 2           | 41      | 26      | 159  |
| 21 | Софоклис Схорцијанитис | 2     | 30:37   | 9    | 4 / 8      | 0 / 0      | 1 / 2      | 0          | 1          | 0     | 0    | 4    | 1     | 3           | 7       | 5       | -3   |
| 22 | Стефан Настић          | 2     | 08:30   | 4    | 2 / 7      | 0 / 0      | 0 / 0      | 1          | 2          | 0     | 0    | 1    | 0     | 0           | 1       | 0       | 0    |
| 23 | Марко Гудурић          | 24    | 374:55  | 170  | 27 / 57    | 23 / 62    | 47 / 58    | 4          | 31         | 33    | 15   | 38   | 1     | 6           | 52      | 60      | 138  |
| 24 | Стефан Јовић           | 27    | 624:57  | 189  | 50 / 115   | 21 / 59    | 26 / 33    | 14         | 68         | 155   | 32   | 58   | 2     | 5           | 74      | 49      | 262  |
| 30 | Квинси Милер           | 24    | 697:54  | 339  | 84 / 141   | 36 / 110   | 63 / 81    | 25         | 112        | 22    | 22   | 46   | 37    | 12          | 62      | 68      | 356  |
| 33 | Мајк Цирбес            | 27    | 680:17  | 334  | 125 / 206  | 0 / 1      | 84 / 124   | 72         | 94         | 19    | 25   | 56   | 15    | 20          | 79      | 103     | 385  |
| 51 | Владимир Штимац        | 25    | 364:19  | 173  | 66 / 120   | 0 / 0      | 41 / 69    | 48         | 76         | 12    | 8    | 16   | 4     | 15          | 43      | 65      | 230  |
|    | Укупно                 |       | 5400:00 | 2025 | 537 / 1042 | 188 / 547  | 387 / 532  | 283        | 630        | 439   | 179  | 407  | 77    | 100         | 626     | 563     | 2054 |

### Јадранска лига
Извор
| #  | Играч                  | Утак. | Мин. | Пое. | За 2 поена | За 3 поена | Сл. бацања | Ск. у нап. | Ск. у одб. | Асис. | Укр. | Изг. | Блок. | Блок. прим. | Нач. ЛГ | Изн. ЛГ | Инд. |
| -- | ---------------------- | ----- | ---- | ---- | ---------- | ---------- | ---------- | ---------- | ---------- | ----- | ---- | ---- | ----- | ----------- | ------- | ------- | ---- |
| 1  | Таренс Кинси           | 13    | 274  | 105  | 29 / 71    | 10 / 20    | 17 / 21    | 5          | 31         | 32    | 15   | 23   | 4     | 2           | 26      | 26      | 111  |
| 3  | Маркус Вилијамс        | 3     | 41   | 10   | 2 / 4      | 1 / 7      | 3 / 5      | 0          | 2          | 8     | 2    | 8    | 0     | 0           | 3       | 4       | 5    |
| 4  | Никола Ребић           | 22    | 249  | 74   | 16 / 32    | 12 / 34    | 6 / 9      | 5          | 19         | 38    | 11   | 14   | 0     | 3           | 32      | 21      | 78   |
| 5  | Рајан Томпсон          | 17    | 278  | 75   | 16 / 41    | 6 / 28     | 25 / 33    | 8          | 19         | 16    | 11   | 13   | 2     | 3           | 30      | 27      | 57   |
| 6  | Немања Дангубић        | 19    | 293  | 92   | 18 / 41    | 12 / 36    | 20 / 32    | 9          | 19         | 21    | 7    | 12   | 5     | 2           | 29      | 28      | 79   |
| 7  | Гал Мекел              | 9     | 208  | 100  | 35 / 60    | 6 / 14     | 12 / 17    | 3          | 24         | 51    | 9    | 23   | 0     | 6           | 15      | 26      | 131  |
| 9  | Лука Митровић          | 9     | 205  | 82   | 20 / 29    | 7 / 20     | 21 / 29    | 13         | 35         | 19    | 7    | 18   | 6     | 1           | 17      | 26      | 122  |
| 10 | Бранко Лазић           | 30    | 677  | 193  | 33 / 66    | 34 / 83    | 25 / 31    | 15         | 35         | 40    | 39   | 29   | 1     | 6           | 84      | 46      | 162  |
| 12 | Бориша Симанић         | 9     | 63   | 16   | 5 / 7      | 1 / 13     | 3 / 4      | 4          | 4          | 1     | 2    | 2    | 2     | 0           | 8       | 5       | 9    |
| 13 | Василије Мицић         | 14    | 213  | 56   | 10 / 30    | 7 / 24     | 15 / 24    | 3          | 18         | 57    | 12   | 19   | 0     | 6           | 41      | 28      | 62   |
| 15 | Марко Тејић            | 14    | 154  | 54   | 20 / 33    | 2 / 9      | 8 / 16     | 9          | 16         | 13    | 3    | 10   | 7     | 0           | 24      | 16      | 56   |
| 19 | Марко Симоновић        | 31    | 622  | 245  | 31 / 60    | 54 / 150   | 21 / 31    | 17         | 56         | 13    | 22   | 18   | 4     | 8           | 41      | 45      | 200  |
| 21 | Софоклис Схорцијанитис | 6     | 64   | 29   | 11 / 20    | 0 / 0      | 7 / 14     | 8          | 7          | 3     | 4    | 11   | 1     | 2           | 11      | 15      | 27   |
| 22 | Стефан Настић          | 7     | 52   | 23   | 9 / 17     | 0 / 0      | 5 / 10     | 3          | 11         | 0     | 3    | 1    | 0     | 3           | 4       | 6       | 25   |
| 23 | Марко Гудурић          | 30    | 479  | 206  | 39 / 78    | 25 / 76    | 53 / 61    | 14         | 25         | 57    | 19   | 37   | 3     | 3           | 68      | 61      | 179  |
| 24 | Стефан Јовић           | 30    | 703  | 242  | 81 / 143   | 14 / 52    | 38 / 57    | 20         | 89         | 169   | 63   | 80   | 4     | 5           | 82      | 79      | 380  |
| 30 | Квинси Милер           | 24    | 582  | 287  | 62 / 113   | 38 / 118   | 49 / 62    | 26         | 112        | 35    | 18   | 49   | 39    | 3           | 48      | 49      | 322  |
| 33 | Мајк Цирбес            | 31    | 715  | 409  | 151 / 222  | 1 / 2      | 104 / 158  | 65         | 117        | 18    | 23   | 61   | 10    | 5           | 87      | 140     | 503  |
| 51 | Владимир Штимац        | 24    | 378  | 167  | 64 / 108   | 0 / 1      | 39 / 69    | 39         | 71         | 11    | 14   | 20   | 8     | 5           | 46      | 66      | 230  |
|    | Укупно                 |       |      | 2465 | 652 / 1175 | 230 / 687  | 471 / 683  | 266        | 710        | 602   | 284  | 448  | 96    | 63          | 696     | 714     | 2738 |

### Суперлига Србије
Извор
| #  | Играч           | Утак. | Мин. | Пое. | За 2 поена | За 3 поена | Сл. бацања | Ск. у нап. | Ск. у одб. | Асис. | Укр. | Изг. | Блок. | Блок. прим. | Нач. ЛГ | Изн. ЛГ | Инд. |
| -- | --------------- | ----- | ---- | ---- | ---------- | ---------- | ---------- | ---------- | ---------- | ----- | ---- | ---- | ----- | ----------- | ------- | ------- | ---- |
| 1  | Таренс Кинси    | 10    | 197  | 96   | 28 / 52    | 5 / 12     | 25 / 35    | 6          | 17         | 15    | 18   | 18   | 0     | 0           | 18      | 33      | 108  |
| 4  | Никола Ребић    | 6     | 84   | 38   | 5 / 7      | 5 / 13     | 13 / 18    | 0          | 7          | 20    | 2    | 6    | 0     | 0           | 7       | 15      | 54   |
| 6  | Немања Дангубић | 12    | 227  | 74   | 14 / 27    | 12 / 37    | 10 / 13    | 6          | 16         | 13    | 9    | 8    | 2     | 1           | 25      | 14      | 59   |
| 9  | Лука Митровић   | 12    | 239  | 111  | 35 / 60    | 5 / 14     | 26 / 36    | 10         | 39         | 21    | 10   | 16   | 5     | 5           | 24      | 30      | 137  |
| 10 | Бранко Лазић    | 12    | 239  | 57   | 11 / 25    | 10 / 28    | 5 / 7      | 12         | 15         | 13    | 19   | 14   | 0     | 3           | 28      | 14      | 51   |
| 12 | Бориша Симанић  | 0     | 0    | 0    | 0 / 0      | 0 / 0      | 0 / 0      | 0          | 0          | 0     | 0    | 0    | 0     | 0           | 0       | 0       | 0    |
| 13 | Василије Мицић  | 12    | 197  | 60   | 10 / 23    | 8 / 27     | 16 / 22    | 2          | 16         | 31    | 15   | 21   | 0     | 2           | 33      | 25      | 55   |
| 19 | Марко Симоновић | 12    | 191  | 103  | 14 / 20    | 22 / 61    | 9 / 10     | 5          | 17         | 4     | 9    | 5    | 1     | 0           | 15      | 10      | 83   |
| 23 | Марко Гудурић   | 10    | 123  | 52   | 9 / 16     | 8 / 18     | 10 / 13    | 5          | 9          | 14    | 8    | 12   | 1     | 2           | 20      | 14      | 49   |
| 24 | Стефан Јовић    | 12    | 268  | 96   | 29 / 40    | 7 / 20     | 17 / 24    | 8          | 26         | 80    | 13   | 26   | 3     | 3           | 22      | 36      | 180  |
| 30 | Квинси Милер    | 12    | 234  | 120  | 28 / 47    | 17 / 43    | 13 / 15    | 7          | 41         | 18    | 14   | 16   | 12    | 1           | 25      | 23      | 146  |
| 33 | Мајк Цирбес     | 12    | 250  | 123  | 44 / 67    | 0 / 0      | 35 / 56    | 18         | 39         | 9     | 8    | 23   | 8     | 3           | 23      | 53      | 165  |
| 51 | Владимир Штимац | 11    | 151  | 65   | 25 / 39    | 0 / 0      | 15 / 25    | 18         | 34         | 6     | 2    | 4    | 2     | 1           | 21      | 24      | 101  |
|    | Укупно          |       |      | 995  | 252 / 423  | 99 / 273   | 194 / 274  | 97         | 276        | 244   | 127  | 169  | 34    | 21          | 261     | 291     | 1188 |

## Галерија
- Пред утакмицу са Фенербахчеом у спомен Мојковачкој бици
- Славље после освајања титуле
- Славље после освајања титуле
- Кинси, Милер и Цирбес
- Славље после освајања титуле
- Славље после освајања титуле
- Славље после освајања титуле
- Славље после освајања титуле
- Славље после освајања титуле
- Мајк Цирбес
- Тим слави са навијачима